# Drumming
Drumming est une œuvre musicale de Steve Reich composée entre 1970 et 1971 pour un ensemble de percussions diverses et voix.

## Historique
Cette œuvre, divisée en quatre parties, marque la fin de la musique de Steve Reich fondée uniquement sur de purs processus de phasage/déphasage entamés avec It's Gonna Rain en 1965. Elle est à ce titre la plus complexe et la plus aboutie, mais peut-être aussi la plus austère.
Drumming a été composée entre l'automne 1970 et l'automne 1971 après le voyage au Ghana, que Reich effectua durant l'été 1970 pour étudier les percussions africaines. Basé sur le processus de déphasage graduel que Reich utilise depuis 1965, Drumming marque pour le compositeur la fin d'une écriture seulement basée sur ce principe. Dès 1972, il travaillera à d'autres principes d'écriture, avec un retour notamment à la mélodie.
L'œuvre est créée à la Brooklyn Academy of Music de New York le 3 décembre 1971.

## Structure
- Première partie ~ 25'
- Deuxième partie ~ 25'
- Troisième partie ~ 15'
- Quatrième partie ~ 19'

L'ensemble de l'œuvre est basé sur un seul motif rythmique de huit notes jouées à des hauteurs et des timbres différents et soumis à des changements de phase. La première partie est écrite pour bongos accordés mais montés sur support et joués avec des baguettes. La seconde l'est pour trois marimbas et deux voix de femmes. La troisième partie est composée pour trois glockenspiels et un piccolo agrémentée de sifflements. La quatrième partie est pour tous les instruments qui sont accordés selon la gamme diatonique tempérée occidentale.
La durée d'exécution est variable en fonction de l'interprétation des musiciens qui ont une certaine latitude de temps pour l'exécution des cellules rythmiques. C'est l'œuvre la plus longue composée par Steve Reich.

## Enregistrements
- Drumming, par Steve Reich and Musicians, Deutsche Grammophon Echo 20-21, CD474 423-2 (1974). Durée 1 h 25 min.
- Drumming, par l'Ensemble Ictus et Synergy Vocals, Cypres Records (2002). Durée 55 min.
- Drumming, par l'ensemble So Percussion, Cantaloupe (2006).
- Drumming, par le Colin Currie Group, Colin Currie Records, 2018[5]. Durée 55 min.

## Utilisation en danse
- En 1975, la chorégraphe new-yorkaise Laura Dean met en scène dans un spectacle éponyme cette œuvre pour la première fois après quelques années de collaboration avec le compositeur.
- En 1998, la composition est reprise pour la chorégraphie Drumming d'Anne Teresa De Keersmaeker avec l'Ensemble Ictus jouant l'œuvre en direct sur scène lors de sa création. Cette chorégraphie a remporté un Bessie Award à New York en 1999.
- Jiri Kylian utilise Drumming part 1 pour la chorégraphie de Falling Angels qu'il crée en 1989.
- En 1999, la chorégraphe québécoise Ginette Laurin crée La Vie qui bat, sur la musique de Drumming. En 2009, cette pièce est reprise et présentée à la Dance Triennal Tokyo au Japon.
- En 2015, la chorégraphe belgo-australienne Joanne Leighton crée 9000 Pas, sextet dansé sur un parterre de sel à partir de cette musique.